# Jimmy Rooney
Pour les articles homonymes, voir Rooney.
James "Jimmy" Rooney, né le 10 décembre 1945 à Dundee en Écosse, est un footballeur australien.

## Biographie

### Carrière en équipe nationale
En tant que milieu, Jimmy Rooney est international australien à 57 reprises (1971-1980) pour 4 buts inscrits. Le 11 novembre 1971, Jimmy reçoit sa première sélection avec l'Australie au cours d'un match contre l'Israël (2-2).  
Il participe à la Coupe du monde de football de 1974, où il joue tous les matchs en tant que titulaire. L'Australie est éliminée au premier tour. 